# Atomaria analis
Atomaria analis är en skalbaggsart som beskrevs av Wilhelm Ferdinand Erichson 1846. Atomaria analis ingår i släktet Atomaria, och familjen fuktbaggar. Arten är reproducerande i Sverige.